# Nati nel 1962/Senza giorno specificato
| Questa pagina contiene informazioni ricavate automaticamente dalle voci biografiche con l'ausilio del template Bio e di un bot. L'aggiornamento è periodico e automatico e ricostruisce completamente la pagina. Se manca una persona in questa lista, sei pregato di non aggiungerla, ma accertati piuttosto che la sua voce biografica contenga il template Bio e che i dati anagrafici siano correttamente compilati. Se il template Bio manca, inseriscilo tu stesso o, in alternativa, metti l'avviso {{tmp\|Bio}} che ne segnala la mancanza. Se i dati riportati sono sbagliati, correggi direttamente la voce biografica; le modifiche saranno visibili in questa lista entro pochi giorni. Per chiarimenti vedi il progetto biografie. La lista contiene solo le 208 persone che sono citate nell'enciclopedia e per le quali è stato implementato correttamente il template Bio. Pagina aggiornata al 18 lug 2025. |

- Mark Adamo, compositore statunitense
- Emmanuel Adely, scrittore francese
- Noubar Afeyan, imprenditore, inventore e filantropo armeno
- Tadashi Agi, fumettista giapponese
- Saïda Akil, cantautrice marocchina
- Ali Al-Beshari, ex calciatore libico
- Joumala Alaoui, diplomatica marocchina
- Gregory Scott Aldering, astronomo statunitense
- Remedios Amaya, cantante spagnola
- Giancarlo Andretta, direttore d'orchestra e compositore italiano
- Philippe Apeloig, designer e tipografo francese
- Guido Arbonelli, clarinettista e compositore italiano
- Hany Armanious, artista egiziano
- Matilde Asensi, scrittrice spagnola
- Jenny Bailey, politica britannica
- Paul Bakolo Ngoi, scrittore della Repubblica Democratica del Congo
- Mario Balsamo, regista italiano
- Bonnie Bassler, biologa statunitense
- Jean Beauvoir, bassista, cantante e produttore discografico statunitense
- Greg Beeman, regista statunitense
- Rut Bernardi, scrittrice, giornalista e traduttrice italiana
- Bili Bidjocka, artista camerunese
- Mary Bly, critica letteraria e scrittrice statunitense
- Mauro Bonaiuti, economista italiano
- Claudio Bonzi, ex fondista di corsa in montagna italiano
- Sonia Boyce, artista britannica
- Philippa Boyens, sceneggiatrice e produttrice cinematografica neozelandese
- Emin Boztepe, artista marziale turco
- Peter Brosens e Jessica Woodworth, regista e sceneggiatore belga
- Charles Q. Brown Jr., generale statunitense
- Gabriella Brum, modella tedesca
- Brian Buchanan, culturista britannico
- Francesca Calvelli, montatrice italiana
- Andrea Canobbio, scrittore, traduttore e curatore editoriale italiano
- Anthony Capella, scrittore inglese
- Alessandra Carbone, matematica italiana
- Jennifer Lee Carrell, scrittrice e regista teatrale statunitense
- Mayes C. Rubeo, costumista messicana
- Livio Ceschin, incisore italiano
- Sofiene Chaari, attore tunisino († 2011)
- Chen Ran, scrittrice cinese
- Sam Childers, attivista statunitense
- Bunny Christie, scenografa scozzese
- Benedetta Cibrario, scrittrice italiana
- Pietro Antonio Colazzo, militare e agente segreto italiano († 2010)
- Antonella Consorti, conduttrice televisiva italiana
- Walter R. Cooney, Jr., astronomo statunitense
- Michael Cordy, romanziere britannico
- C. Jay Cox, regista e sceneggiatore statunitense
- Justin Cronin, scrittore e anglista statunitense
- John Currin, pittore statunitense
- Susanna Cutini, giornalista italiana
- Riccardo D'Anna, scrittore e saggista italiano
- Marcello D'Arrigo, mafioso italiano
- Louis-Philippe Dalembert, scrittore haitiano
- Neil Davidge, produttore discografico britannico
- Luke Davies, poeta, scrittore e sceneggiatore australiano
- Luc Delahaye, fotografo francese
- Michele Dougherty, geofisica e astronoma sudafricana
- Wayne Doyle, sceneggiatore e produttore televisivo australiano († 2022)
- Bob Ducsay, montatore statunitense
- Victor Démé, musicista e cantautore burkinabé († 2015)
- Carmen Mola, scrittore e sceneggiatore spagnolo
- Sahin Ergüney, attore e regista teatrale turco
- Angèle Etoundi Essamba, fotografa camerunese
- David Evans, regista britannico
- Nour Eddine Fatty, musicista marocchino
- Emil Ferris, fumettista statunitense
- Marcelo Figueras, scrittore e sceneggiatore argentino
- Ian Fitzgibbon, regista e attore irlandese
- Concetta Flore, artista italiana
- Philippe Forest, scrittore e saggista francese
- Loris Francini, politico sammarinese
- Loredana Frescura, scrittrice italiana
- Aristide Fumagalli, presbitero, teologo e docente italiano
- Franco Vito Gaiezza, musicista, compositore e scrittore italiano
- Nathan Gelb, scrittore statunitense
- Patrizia Genovesi, fotografa, regista e sceneggiatrice italiana
- Mac Gerdts, autore di giochi tedesco
- David Gibbins, archeologo e scrittore canadese
- Patricia Gibney, scrittrice irlandese
- Alan Gilsenan, regista e sceneggiatore irlandese
- Massimiliano Governi, scrittore, curatore editoriale e sceneggiatore italiano
- Ana Goya, attrice, ballerina e regista teatrale spagnola
- Christina Grassl, ex sciatrice alpina svedese
- Eric Greif, produttore discografico, manager e avvocato canadese († 2021)
- Luigi Guarnieri, scrittore e drammaturgo italiano
- Amole Gupte, attore, sceneggiatore e regista indiano
- Pavel Hak, scrittore ceco
- Susan Hefuna, artista egiziana
- Amre Heiba, artista egiziano
- Karine Hesle, ex sciatrice alpina norvegese
- Hiroaki Hidaka, assassino seriale giapponese († 2006)
- Dan Hildebrand, attore britannico
- Ernst Hinterseer, ex sciatore alpino austriaco
- Ali Abd al-Aziz al-Isawi, politico libico
- Aleksandr Ivanov, collezionista d'arte russo
- Susan Jaffe, ex ballerina e direttrice artistica statunitense
- Peter Jenniskens, astronomo olandese
- Jo Yeong-wook, compositore sudcoreano
- Rachel Joyce, scrittrice britannica
- Mamoru Kanbe, regista giapponese
- Benjamin Kaufman, psichiatra statunitense
- Akitoshi Kawazu, autore di videogiochi giapponese
- Tjaša Klanjšček, ex sciatrice alpina slovena
- Johnny Klimek, compositore e musicista australiano
- Dariusz Kobylański, ex cestista polacco
- Arvind Krishna, dirigente d'azienda indiano
- Christian Kuntner, alpinista italiano († 2005)
- Patrik Köbele, politico tedesco
- Lisa Lambert, compositrice, paroliera e attrice canadese
- Stephen Langat, ex maratoneta keniota
- Marco Lazzara, contraltista italiano
- Doriana Leondeff, sceneggiatrice italiana
- Li Feng, docente cinese
- Liu Yijun, chitarrista e musicista cinese
- Serena Mackesy, scrittrice e giornalista britannica
- Doon Mackichan, attrice britannica
- James Maddock, cantautore britannico
- David Magee, sceneggiatore e attore statunitense
- Orazio Maione, pianista italiano
- David Mancori, direttore della fotografia e produttore cinematografico italiano
- Olga Martynova, scrittrice russa
- Alessandro Marzo Magno, giornalista e scrittore italiano
- Michael Maschka, pittore, scultore e designer tedesco
- Manuela Mascia, ex velista italiana
- Rashid Masharawi, regista, sceneggiatore e produttore cinematografico palestinese
- Veran Matić, giornalista serbo
- Robert Matson, astronomo statunitense
- Sue Medley, cantante canadese
- Peter Mengede, chitarrista statunitense
- Şükran Moral, artista turca
- Paul Moreno, ex calciatore messicano
- Shigeki Murakami, agronomo giapponese
- Massimo Natale, regista e sceneggiatore italiano
- Frank Navetta, chitarrista statunitense († 2008)
- Dorothea Nicolai, costumista tedesca
- Simon Njami, scrittore e critico d'arte camerunese
- John O'Hara, arrangiatore e tastierista britannico
- Noriko Ogawa, pianista giapponese
- Gabriel Orozco, artista messicano
- Mário Pacheco do Nascimento, truffatore e personaggio televisivo brasiliano
- Alula Pankhurst, antropologo britannico
- Chrístos Pappás, politico greco
- Anna Patrick, attrice britannica
- Claudio Pazienza, regista italiano
- Brian Percival, regista britannico
- Valentino Pesenti, serial killer italiano
- Andrea Plazzi, traduttore e saggista italiano
- Jeremy Podeswa, regista e sceneggiatore canadese
- John Prosky, attore statunitense
- Stojan Puhalj, allenatore di sci alpino, dirigente sportivo e ex sciatore alpino sloveno
- Inma Pérez-Quirós, attrice spagnola
- Roberto Quesada, scrittore, giornalista e politico honduregno
- Edward Radtke, regista, sceneggiatore e produttore cinematografico statunitense
- Robert Ramsey, sceneggiatore inglese
- Dwight Rhoden, coreografo e ballerino statunitense
- Antonio Riccardi, poeta, scrittore e critico letterario italiano
- Karen Rinaldi, scrittrice e editrice statunitense
- David Robertson, presbitero e saggista britannico
- Carlo Romeo, storico e docente italiano
- Donaldson Romeo, politico montserratiano
- William H. Ryan, astronomo statunitense
- Daniel Sackheim, produttore televisivo, regista e sceneggiatore statunitense
- João Moreira Salles, regista brasiliano
- Carlo Sarti, regista cinematografico, sceneggiatore e scrittore italiano
- Heidrun Schleef, sceneggiatrice tedesca
- Karl Heinz Schnitzer, ex sciatore alpino austriaco
- Stefanie Schüler-Springorum, storica tedesca
- Donatella Sciuto, ingegnera italiana
- Manda Scott, scrittrice britannica
- Fabio Segatori, regista e produttore cinematografico italiano
- Sonu Shamdasani, scrittore e storico inglese
- Oleg Slabyn'ko, giornalista russo († 1996)
- Khenpo Sodargye, monaco buddhista tibetano
- Nina Stibbe, scrittrice britannica
- Ken Stone, biblista e teologo statunitense
- Tommy Swerdlow, attore e sceneggiatore statunitense
- Thomas Szabo, regista e sceneggiatore francese
- Viviana Sáez, attrice argentina
- Jesús Sánchez Adalid, scrittore spagnolo
- Carl Tanner, docente, cantante e tenore statunitense
- Gary Tarn, regista e compositore britannico
- Kathy Tayler, ex pentatleta e conduttrice televisiva britannica
- Riccardo Tesi, linguista italiano
- Marco Tindiglia, chitarrista e compositore italiano
- Eli Tolaretxipi, poetessa spagnola
- Tim Tolkien, scultore inglese
- Artur Tovmasyan, politico armeno
- Goran Trivan, politico serbo
- Ilma Urrutia, modella guatemalteca
- Terri Utley, modella statunitense
- Stefano Valla, musicista e cantante italiano
- Gaetano Ventriglia, drammaturgo e attore teatrale italiano
- Angelo Vescovi, biologo e farmacologo italiano
- Andersen Viana, compositore brasiliano
- Fausto Vitaliano, fumettista, giornalista e scrittore italiano
- Martin Wallace, autore di giochi britannico
- Nigel Warburton, filosofo inglese
- Jozef van Wissem, compositore e liutista olandese
- Jonathan Wright, giornalista, saggista e traduttore inglese
- Hiroyuki Yamaga, regista, produttore cinematografico e sceneggiatore giapponese
- Zakia Zaki, giornalista afghana († 2007)
- Francesco Zizola, fotografo italiano
- Ani Zonneveld, cantante, compositrice e attivista malese
- Wajeha al-Huwaider, attivista e scrittrice saudita
- Tāreq al-Mollā, politico e ingegnere egiziano
- Moritz von Oswald, polistrumentista, compositore e produttore discografico tedesco